# یمیش‌لی (قره‌تاش)
یمیش‌لی (به ترکی استانبولی: Yemişli) یک منطقهٔ مسکونی در ترکیه است که در قره‌تاش (شهر) واقع شده‌است.